# Staatsarchiv Venedig
Das Staatsarchiv Venedig (italienisch Archivio di Stato di Venezia) befindet sich am Campo dei Frari, San Polo 3002. 

## Bedeutung
Das Archiv birgt den überwiegenden Teil der historischen Quellen, die die Republik Venedig seit dem Stadtbrand von 976 (vgl. Pietro IV. Candiano) bis 1797 hinterlassen hat, dazu die an das Archiv abgetretenen Bestände staatlicher italienischer Stellen mit Sitz in Venedig ab 1866. Die lokal entstandenen Archivalien der französischen und der österreichischen Epoche zwischen 1797 und 1866 befinden sich ebenfalls dort. Hinzu kommen vereinzelte Dokumente aus der Zeit vor 976.
Die jüngeren kommunalen Bestände befinden sich hingegen im Archivio storico del Comune di Venezia, die der Kirchengemeinden, der untergangenen Bistümer und des Patriarchats im Archivio storico del Patriarcato di Venezia. 
Ebenfalls im Staatsarchiv befinden sich zahlreiche Bestände von Klöstern und Kirchen, Berufsverbänden und Familien, der sechs Scuole Grandi und der zahlreichen Scuole piccole und der Bruderschaften, der Notare usw. Hinzu kommt eine Bibliothek mit einem Bestand von über 78.000 Bänden. 
Hauptsitz ist ein ehemaliges Kloster der Franziskaner an der Frarikirche im Sestiere San Polo. 
Das Haus ist nicht nur für die venezianische Geschichte und die des Veneto das wichtigste Archiv, sondern ebenso von größter Bedeutung für den gesamten Raum des ehemaligen Kolonialreichs, also des Raums zwischen der oberen Adria und Zypern. Das Gleiche gilt für die Geschichte des von Venedigs Außenbeziehungen berührten Mittelmeerraums, des Schwarzen Meeres, aber auch des Nordseeraums und für die süddeutschen Städte. Bis weit in die osmanische Zeit ist es zudem das wichtigste Archiv für die Geschichte des Balkans.

## Geschichte

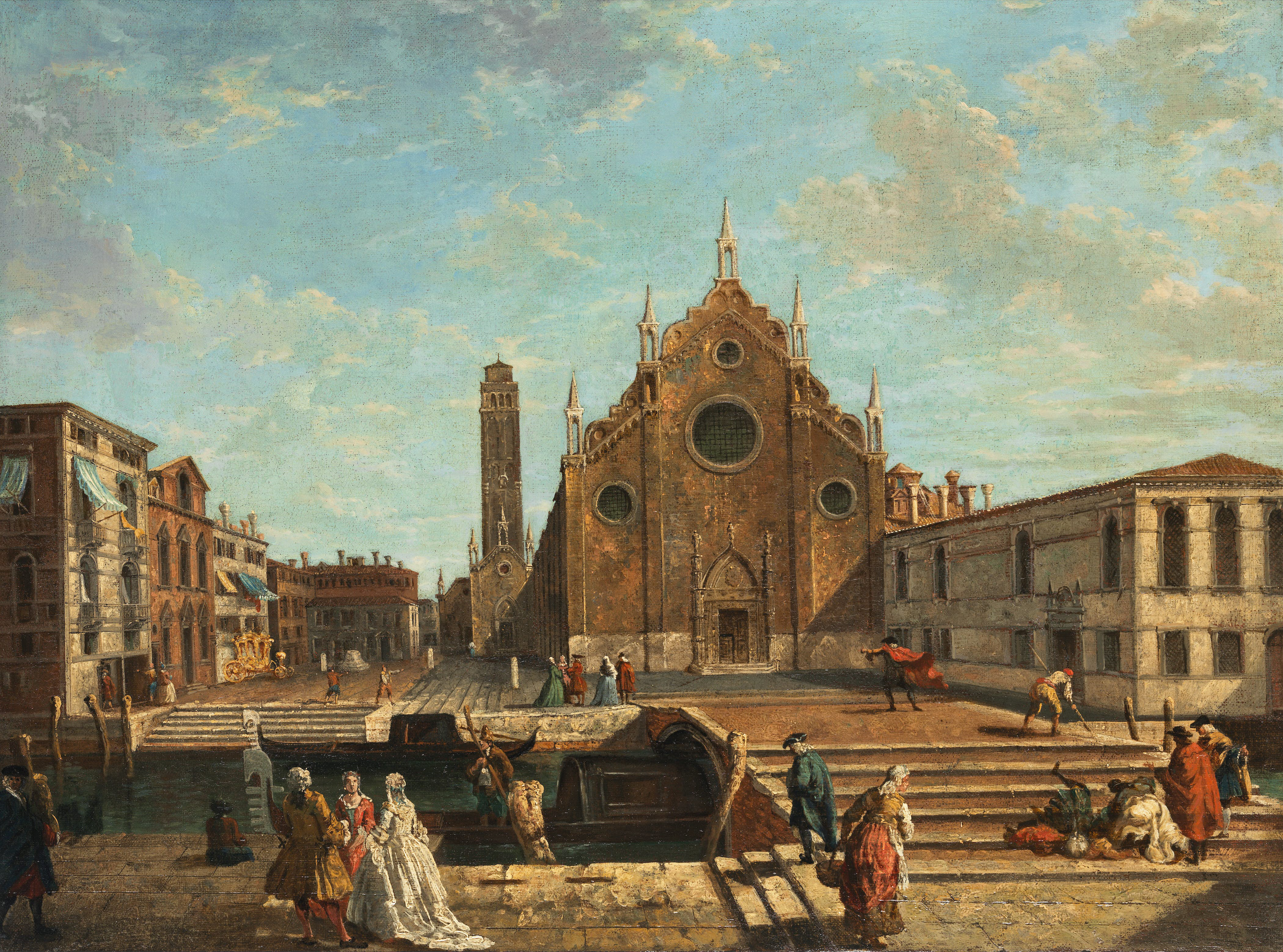
Michele Marieschi: Die Situation auf dem Platz vor der Frarikirche in der 1. Hälfte des 18. Jahrhunderts

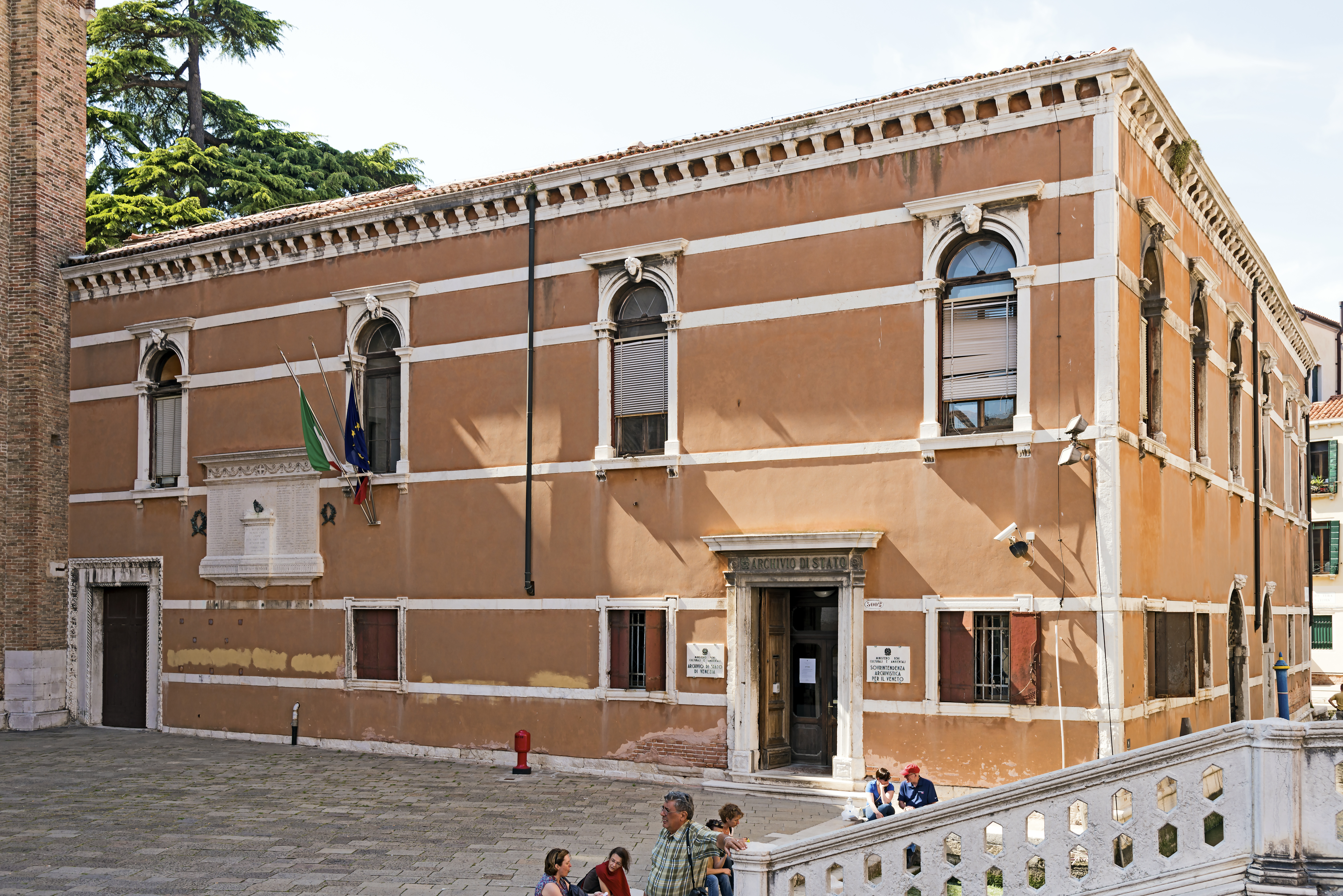
Das Archiv mit dem Eingang von der Frari-Kirche gesehen

### Das Franziskanerkloster
Das Franziskanerkloster geht auf eine Schenkung des Dogen Iacopo Tiepolo aus dem Jahr 1246 zurück. Dem Orden wurde gestattet, den lacus Badovarius oder Badovariorum trockenzulegen. Der kleine See trug seinen Namen nach dem benachbarten Palast der Familie Badoer. Die Zahl der Ordensbrüder und die Höhe der Schenkungen wuchs rapide, so dass bereits am 28. April 1250 der Grundstein gelegt werden konnte. Bis Ende des 15. Jahrhunderts entstand eine der größten Franziskanerkirchen Europas. Daher wurde das Doppel-Konventsgebäude auch domus magna oder cà granda genannt. Das äußere, größere Kloster war der Trinität gewidmet, das innere, kleinere Kloster Sant’Antonio. Der Orden wurde 1810 aufgelöst. 

### Gründungsphase

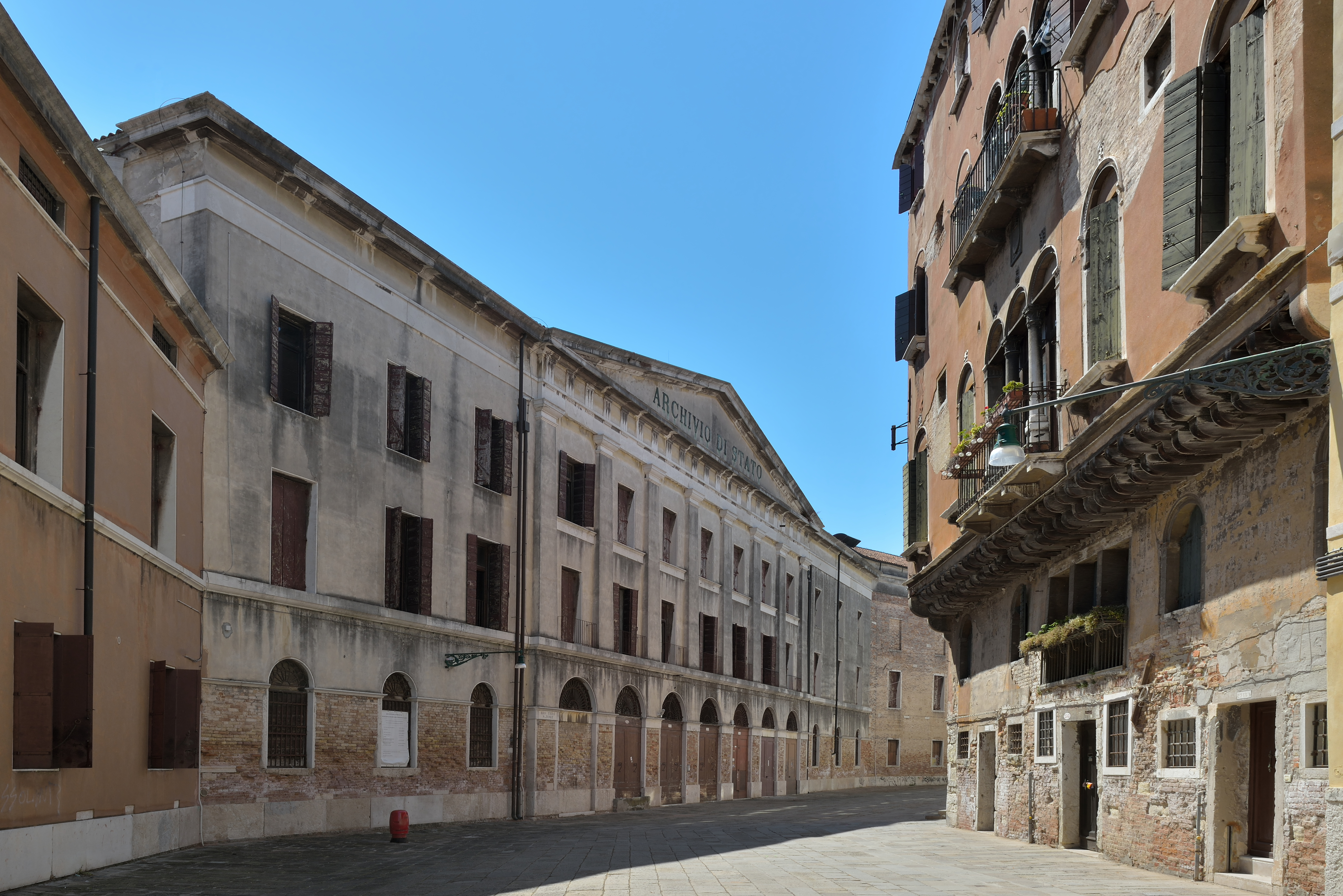
Die von der Frarikirche abgewandte Seite des Archivs mit der Calle dietro l’archivio (sinngemäß: ‚Gasse hinter dem Archiv‘)

Jacopo Chiodo – er selbst bevorzugte den Taufnamen Giacomo –, der sowohl vor 1797 als auch danach als Archivar arbeitete, versuchte die Einrichtung eines zentralen Archivs anzustoßen, dem sowohl Wien als auch Paris zustimmten. Eingerichtet wurde es jedoch zunächst nicht, stattdessen bestanden weiterhin drei Abteilungen an verschiedenen Orten: In San Teodoro bewahrte man die „politischen“ Archivalien auf, eine Dépendance, die Carlo Antonio Marin leitete, die Gerichtsakten hingegen kamen nach San Giovanni und in San Provolo lagerten die Archivalien des Fiskus und der Domänen. 
1815 kam Venedig wieder an Österreich, und noch im selben Jahr fiel der Beschluss, ein zentrales Archiv einzurichten. Das Staatsarchiv entstand ab 1817 unter dem Namen Archivio generale veneto, sein erster Direktor wurde Chiodo, der 1840 in den Ruhestand ging. Eigentlich sollten alle Archivalien ins laufende Archiv der Österreicher übergehen, aber Chiodo gelang es, dies abzuwenden. Zwischen 1817 und 1822 wurden die staatlichen Akten aus der Zeit der Republik dorthin verbracht. Sie waren in napoleonischer Zeit, wenn sie nicht nach Paris, später nach Wien gebracht worden waren, auf drei Stellen verteilt. Die staatlichen Bestände der Zeit bis 1797 befanden sich ursprünglich im Dogenpalast, in den Prokuratien oder in den Institutionen an der Rialtobrücke. Die Akten der politischen Organe befanden sich inzwischen in der Scuola grande di S. Teodoro, die Gerichtsakten lagen in San Zanipolo, während sich die Wirtschaftsakten, insbesondere die der Finanzbehörden, in einem Palazzo bei San Provolo befanden. Die Notariatsakten befanden sich zunächst bei Rialto, wurden jedoch mehrfach verlagert.
Ab 1797 befanden sich französische und österreichische Behörden in der Stadt, deren Bestände in das Staatsarchiv übergingen. Die staatlichen Einrichtungen, die ab 1866, als die Stadt zu Italien kam, in der Stadt entstanden, hinterließen ihre Bestände ebenfalls dem Archiv, das nunmehr Staatsarchiv war. 1875 expandierte das Archiv und inkorporierte über das ehemalige Kloster Ss. Trinità und S. Antonio hinaus S. Nicoletto ai Frari. Daher heißt die Sackgasse hinter dem Kloster heute Calle dietro l’archivio, also Gasse hinter dem Archiv. 
Lange war das Archiv keineswegs öffentlich zugänglich. So mussten 1825 noch Emmanuele Antonio Cicogna und 1829 Leopold von Ranke beim Kaiser in Wien um Erlaubnis fragen. Gleichzeitig wanderten zahlreiche Dokumente und ganze Bestände nach Wien oder Mailand. So gingen 1805 volle 44 Kisten zunächst über die Alpen, um dann 1815 nach Mailand gebracht zu werden. Sie wurden erst 1837 und 1842 wieder nach Venedig gebracht. Der diplomatische Streit um die Bestände hielt noch lange an.

### Ausdehnung nach 1866

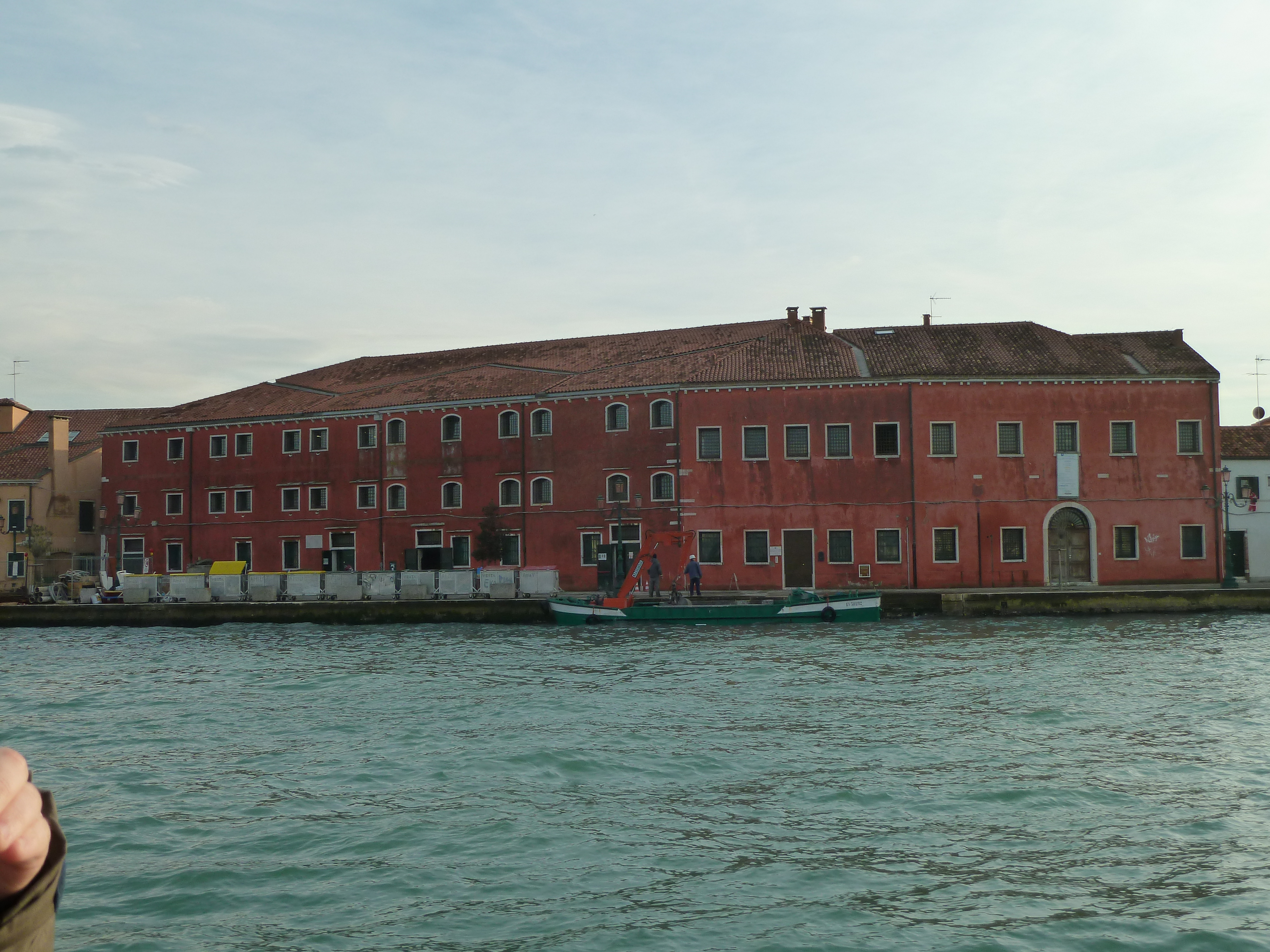
Nebenstelle des Staatsarchivs auf der Giudecca

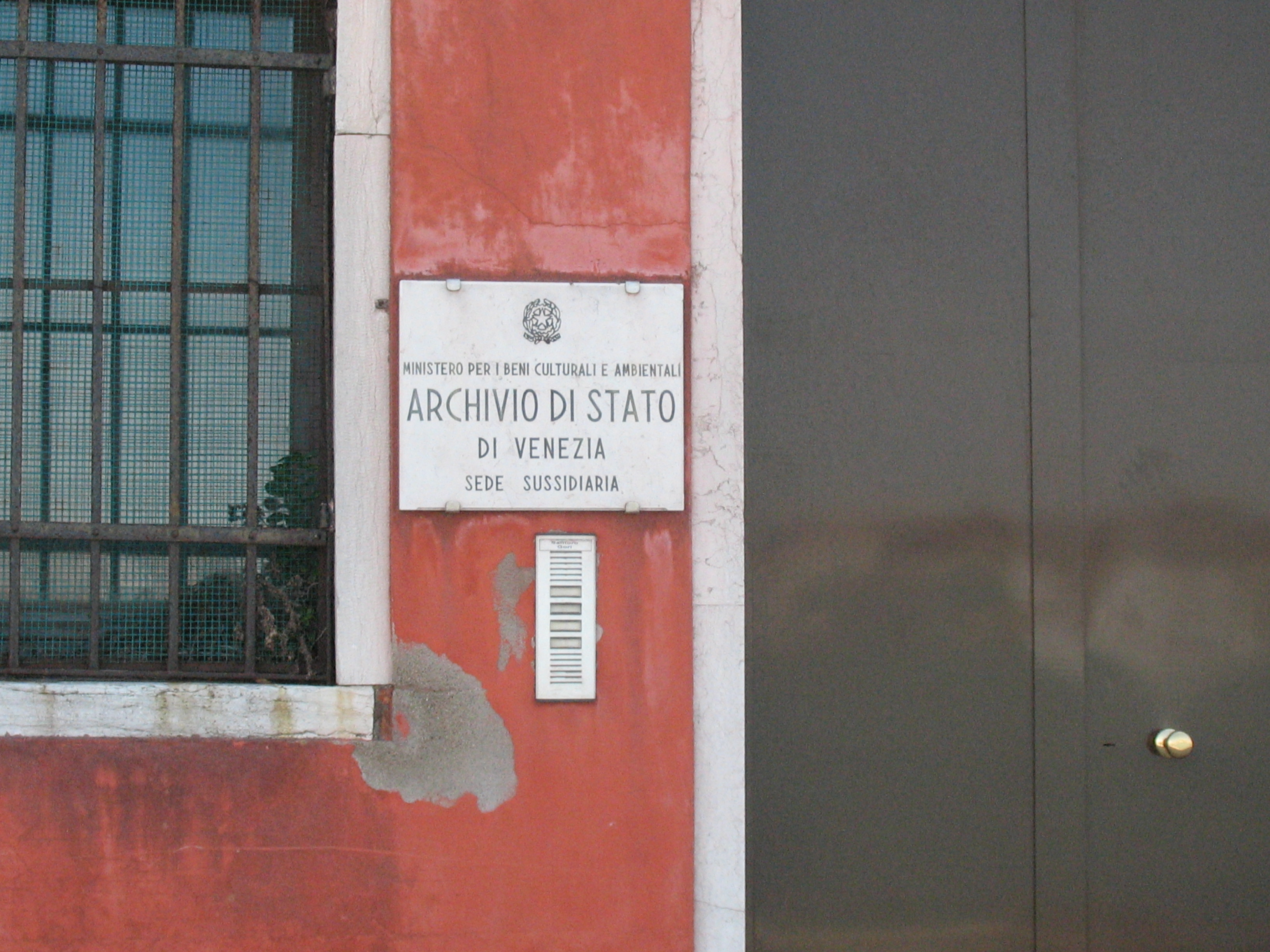
Schild am Eingang der Nebenstelle

1866 kam Venedig an Italien. 1876 erhielt das Staatsarchiv einen Teil des Palasts der Dieci savi alle decime in Rialto nebst der angrenzenden Scuola dei Orefici. Direktoren waren Girolamo Dandolo (1796–1867, Direktor von 1860 bis 1867), Tommaso Gar, Teodoro Toderini (bis 1876) und Bartolomeo Cecchetti (1838–89, Direktor von 1876 bis 1889), Luigi Lanfranchi. Carlo Malagola war zunächst Direktor des Staatsarchivs in Bologna, dann desjenigen von Venedig. 
Am 4. November 1966 erlebte die Stadt ein extremes Hochwasser, das auch die Archivbestände gefährdete, die zunächst in höhere Regale gestellt werden mussten. In den Jahren danach wurden Schutzmaßnahmen vor zukünftigen Überflutungen vorgenommen, zudem wurde der Konvent von San Nicoletto umstrukturiert. Dabei entstand ein vergrößerter Lesesaal. Dazu wurde das ehemalige Sommerrefektorium, das in einen der beiden Kreuzgänge blickt, vergrößert. Dort hatten sich bis dahin die Finanzakten befunden. Bei den Umbaumaßnahmen wurden Elemente entfernt, die zu Anfang des 20. Jahrhunderts aus Gründen der Statik eingebaut worden waren, so dass der Raum wieder seine ursprünglichen Abmessungen erhielt. Im August 1989 konnte der neue Lesesaal eröffnet werden. Zugleich wurde der Haupteingang auf den Campo dei Frari verlegt. Ende 2008 bedrohte abermals ein Hochwasser die Sicherheit der Bestände.
Die Nebenstelle auf der Giudecca (Fondamenta della Croce, 17), war ursprünglich ein Benediktinerkonvent. Dieser wurde 1806 Staatseigentum, ab 1811 als Gefängnis benutzt, dann als Lagerhaus für Tabak. 1925 tauschte das Staatsarchiv einige Gebäude auf der Giudecca vom Magistrato alle acque gegen den Palast der Dieci savi alle decime in Rialto, der bis dahin als Nebenstelle gedient hatte. Diese Warenhäuser erwiesen sich jedoch als wenig geeignet, und so erwarb das Archiv das ehemalige Gebäude der Benediktiner in den 60er Jahren. Einige Bestände aus dem Haupthaus, vor allem aber die Bestände an der Rialtobrücke wurden erfasst, Konservierungsmaßnahmen unterzogen und Ende der 70er Jahre auf die Giudecca transferiert. In den 80er Jahren erhielt das Staatsarchiv neben dem Kloster auch die Benediktinerkirche. In der Dépendance befinden sich vor allem Gerichtsakten, aber auch Polizei-, Präfektur-, Finanzakten aus dem 19. Jahrhundert.

### Provenienzprinzip, Aufnahmen der Bestände
Teodoro Toderini, der Ende 1875 erkrankte und 1876 verstorbene Direktor des Archivs, war ein Verfechter des Provenienzprinzips, das sich letztlich durchsetzte, während sein Nachfolger Bartolomeo Cecchetti anderer Auffassung war.
Andrea Da Mosto (1937–1940), ebenfalls Direktor des Archivs, brachte die bis heute brauchbare erste Übersicht über die Bestände heraus, ihm folgte Raimondo Morozzo della Rocca (1905–1980, Direktor von 1952 bis 1968). 
1994 erschien ein Guida generale, 1997 begann die digitale Aufnahme der Bestände, die sukzessive, wenn auch nur teilweise der Öffentlichkeit über das Internet zur Verfügung gestellt werden sollen. Im Dezember 2006 wurde das Repertorio dei fondi e degli strumenti di ricerca fertiggestellt, das einen Gesamtüberblick über die Bestände ermöglicht. Dieses steht noch immer nicht online zur Verfügung.
Von 1977 bis 1990 war Maria Francesca Tiepolo Direktorin des Archivs, ihr folgte bis 2003 Paolo Selmi († 28. August 2010) im Amt, diesem bis 2018 Raffaele Santoro, diesem wiederum folgte Stefania Piersanti.